# Lepszy model (film)
Lepszy model (org. „How to Build a Better Boy”) – amerykański film z kanonu Disney Channel Original Movies. W główne role wcielają się Kelli Berglund i China Anne McClain. Film swoją amerykańską premierę miał 15 sierpnia 2014 roku na kanale Disney Channel, natomiast polska premiera odbyła się 18 października 2014 roku. W USA film wyniósł oglądalność 4.6 mln

## Fabuła
Mae Hartley i Gabby Harrison są inteligentnymi uczennicami dziesiątej klasy. Mae zakochuje się w sportowcu o imieniu Jaden i myśli, że zaprosi ją na bal balowy. Jednak zostaje publicznie upokorzona przez Nevaeh, wredną cheerleaderkę, która już chodzi z Jadenem. Zawstydzona Mae twierdzi, że ma już chłopaka. Aby ukryć kłamstwo, Gabby proponuje zaprogramowanie wirtualnego chłopaka dla Mae za pomocą oprogramowania komputerowego znanego jako X-17, które ich zdaniem jest używane przez ojca Mae, dr Jamesa Hartleya, do projektowania postaci z gier wideo w wysokiej rozdzielczości dla jego firmy. Gabby z powodzeniem tworzy wirtualnego chłopaka zgodnie z wytycznymi Mae, a Mae nazywa go Albert.
Oprogramowanie wariuje i powoduje zwarcie w komputerze Jamesa. Brat Mae, Bart, zgadza się naprawić komputer, jeśli Gabby pójdzie z nim na bal. Następnego ranka Albert faktycznie przybywa do szkoły i staje się popularny wśród uczniów. Albert jest w stanie przyspieszyć czytanie i rzucać / kopać mocniej niż normalni ludzie. Bart i Gabby dowiadują się, że stworzyła robota-żołnierza i w tym celu włamała się do Pentagonu. Dowiadują się również, że James faktycznie pracuje dla Pentagonu. Generał McFee odkrywa, że zaginął prototyp robota żołnierza X-17, którym jest Albert.
Później tego samego dnia Albert zaprasza Mae na powrót do domu. Czując się przytłoczona, próbuje wytłumaczyć Albertowi, że czuje, że nie zasługuje na bycie jego dziewczyną. Gabby i Mae rozmawiają na osobności. Gabby myśli, że cała sprawa wymyka się spod kontroli i Albert staje między nimi. Mae ostatecznie zgadza się pójść z Albertem na tańce.
W domu Hartleyów Bart i Gabby są świadkami, jak Zephyr, Weevil i Pox, członkowie międzynarodowej grupy handlarzy bronią Black Sigma, włamują się do domu w poszukiwaniu prototypu żołnierza. Podczas szkolnego meczu piłki nożnej Gabby bezskutecznie próbuje ostrzec Mae, że Albert jest robotem-żołnierzem, ale ta dwójka wdaje się w kłótnię. Albert zostaje wybrany do gry i pomaga zespołowi w powrocie do gry. Żołnierze armii dowodzeni przez McFee przybywają na mecz po przerwie w dostawie prądu spowodowanej przez EMP spowodowanej przez Black Sigma, która powoduje zwarcie w okablowaniu Alberta.
Członkowie Black Sigma zostają schwytani przez armię, a Albert rozpoczyna globalną misję walki z niebezpieczeństwem. McFee mówi Mae i Gabby, że muszą zapomnieć o istnieniu Alberta. Mae jest zdenerwowana, ale wierzy, że Albert nadal przyjedzie na bal balowy, a James jest zaskoczony, kiedy to robi. McFee mówi Jamesowi, że armia od początku wiedziała, że Albert wróci na bal z okazji powrotu do domu. McFee planuje odzyskać Alberta, ale James przekonuje go, by zaczekał, aż Albert zakończy swoją misję, czyli pocałunek Mae podczas tańca. McFee i armia wykonują misję, która ma sprawić, że noc będzie idealna dla Alberta i Mae, co obejmuje wypełnienie urny wyborczej, aby uczynić ich królem i królową balu.
Nevaeh próbuje zrujnować wieczór Mae, ale zostaje porzucona przez Jadena. Kiedy Mae zostaje koronowana na królową balu, czuje się skonfliktowana, podczas gdy Nevaeh jest rozczarowana. Jaden mówi Gabby i Bartowi, że pierwotnie zamierzał zaprosić Mae na powrót do domu, ale nie był na to wystarczająco odważny. Gabby i Mae godzą się.
Mae i Albert tańczą, ale gdy on próbuje ją pocałować, ona wycofuje się i ujawnia, że chociaż moment jest idealny, nie wydaje się to właściwe. Mae zdaje sobie sprawę, że chce związku z prawdziwym chłopcem, którym nie można idealnie manipulować. Albert jest pod wrażeniem jej emocjonalnej głębi. Wskazuje, że armia jest tutaj, aby go odzyskać, a Mae spełnia jego prośbę o zainicjowanie jego samozniszczenia po tym, jak mówi jej, że tego właśnie chce. Albert żegna się z nią i zaczyna pulsować światłami. Gabby, Mae i goście patrzą, jak Albert ucieka z sali przez sufit i zostaje zniszczony.
Bart obejmuje i dziękuje dyrektorowi Fragnerowi za „niesamowite efekty specjalne”. Impreza trwa, a Jaden zaprasza Mae na randkę. Mówi mu, że odpowie później. Mae i Gabby są podekscytowane, że Jaden powiedział Mae, co czuje, ale Mae mówi, że żaden chłopak nie stanie na drodze ich przyjaźni. Jednak Gabby ujawnia, że zmieniła zdanie na temat chłopców i teraz spotyka się z Bartem.

## Obsada
- Kelli Berglund jako Mae Hartley
- China Anne McClain jako Gabby Harrison
- Marshall Williams jako Albert Banks
- Roger Bart jako James Hartley
- Sasha Clements jako Marnie
- Ron Lea jako generał McFee
- Jessie Camacho jako Tony
- Beatriz Yuste jako Pani Shapiro
- Neil Whitely jako Szef Policji

## Wersja polska
Wersja polska: SDI Media Polska

Reżyseria: Joanna Węgrzynowska-Cybińska

Tekst polski: Stan Kielan

Kierownictwo produkcji: Beata Jankowska

W wersji polskiej udział wzięli:
- Julia Chatys – Gabby Harrison
- Agata Paszkowska – Mae Hartley
- Grzegorz Drojewski – Bart Hartley
- Cezary Kwieciński – Generał McFee
- Waldemar Barwiński – James Hartley
- Zuzanna Galia – Nevaeh Barnes
- Karol Osentowski – Jaden Stark
- Mateusz Rusin – Albert Banks

W pozostałych rolach:
- Krzysztof Zakrzewski – Dyrektor Fragner
- Izabella Bukowska-Chądzyńska – Major Jenks
- Mikołaj Klimek – Trener
- Aleksandra Kowalicka – Ella
- Klaudia Kuchtyk – Marnie
- Anna Sztejner – Komputer
- Anna Ułas – Pani Shapiro
- Tomasz Borkowski – Zaphyr
- Krzysztof Cybiński – Agent
- Grzegorz Pierczyński – Pox
- Anna Wodzyńska
- Krzysztof Plewako-Szczerbiński
- Paweł Szczesny
- Krzysztof Bartłomiejczyk
- Grzegorz Żórawski
- Weronika Łukaszewska
- Antonina Oraczewska

i inni
Lektor: Jacek Król